# Summer (bài hát của Calvin Harris)
"Summer" là một bài hát của nghệ sĩ thu âm người Scotland Calvin Harris, phát hành vào ngày 14 tháng 3 năm 2014 như là đĩa đơn thứ hai trích từ album phòng thu thứ tư của anh, Motion (2014).. Đây là lần đầu tiên kể từ bản hit "Feel So Close" mà Harris trở lại hát chính. Video ca nhạc của bài hát được đạo diễn bởi Emil Nava, với sự tham gia góp mặt của nam diễn viên Jason Statham, và công chiếu lân đầu vào ngày 6 tháng 4 năm 2014.
"Summer" nhận được những phản ứng trái chiều từ giới phê bình. Về mặt thương mại, nó đạt vị trí số một trên UK Singles Chart, trở thành bản hit quán quân thứ sáu của Harris ở Vương quốc Anh. Nó đạt hạng 7 trên bảng xếp hạng Billboard Hot 100, trở thành hit top 10 thứ hai của anh dưới danh nghĩa ca sĩ hát chính và thứ ba nếu xét tổng thể, và đã bán được hơn một triệu bản tại Mỹ tính đến tháng 7 năm 2014. "Summer" nhận được các đề cử cho Đĩa đơn Nghệ sĩ Anh của năm và Video Nghệ sĩ Anh của năm tại Brit Awards 2015. Vào tháng 9 năm 2014, nó được dịch vụ Spotify chọn là "Bài hát của Mùa hè" với hơn 160 triệu lượt nghe trực tuyến.

## Danh sách bài hát
- Tải kĩ thuật số[10]

1. "Summer" – 3:44

- Đĩa CD tại Đức[11]

1. "Summer" – 3:44
2. "Summer" (Extended Mix) – 4:56

- EP kĩ thuật số – remixes[12]

1. "Summer" (Extended Mix) – 4:56
2. "Summer" (Diplo & Grandtheft Remix) – 4:27
3. "Summer" (R3hab & Ummet Ozcan Remix) – 4:40
4. "Summer" (Twoloud Remix) – 5:22

## Xếp hạng
| Bảng xếp hạng (2014)                            | Vị trí cao nhất |
| ----------------------------------------------- | --------------- |
| Úc (ARIA)                                       | 4               |
| Australia Dance (ARIA)                          | 1               |
| Áo (Ö3 Austria Top 40)                          | 2               |
| Bỉ (Ultratop 50 Flanders)                       | 5               |
| Bỉ (Ultratop 50 Wallonia)                       | 3               |
| Brazil (Hot 100 Airplay)                        | 36              |
| Canada (Canadian Hot 100)                       | 3               |
| Canada AC (Billboard)                           | 19              |
| Canada CHR/Top 40 (Billboard)                   | 1               |
| Canada Hot AC (Billboard)                       | 3               |
| Croatia (ARC 100)                               | 2               |
| Cộng hòa Séc (Rádio Top 100)                    | 12              |
| Cộng hòa Séc (Singles Digitál Top 100)          | 1               |
| Đan Mạch (Tracklisten)                          | 20              |
| Châu Âu Digital Song Sales (Billboard)          | 2               |
| Phần Lan (Suomen virallinen lista)              | 1               |
| Pháp (SNEP)                                     | 15              |
| Trường songid là BẮT BUỘC CHO BẢNG XẾP HẠNG ĐỨC | 3               |
| Hungary (Rádiós Top 40)                         | 12              |
| Hungary (Single Top 40)                         | 2               |
| Hungary (Dance Top 40)                          | 1               |
| Ireland (IRMA)                                  | 1               |
| Ý (FIMI)                                        | 3               |
| Hà Lan (Dutch Top 40)                           | 1               |
| Hà Lan (Single Top 100)                         | 3               |
| Netherlands (Mega Dance Top 30)                 | 1               |
| New Zealand (Recorded Music NZ)                 | 19              |
| Na Uy (VG-lista)                                | 2               |
| Ba Lan (Polish Airplay Top 100)                 | 5               |
| Scotland (OCC)                                  | 1               |
| Slovakia (Rádio Top 100)                        | 3               |
| Slovakia (Singles Digitál Top 100)              | 1               |
| South Africa (EMA)                              | 5               |
| Tây Ban Nha (PROMUSICAE)                        | 7               |
| Thụy Điển (Sverigetopplistan)                   | 4               |
| Thụy Sĩ (Schweizer Hitparade)                   | 3               |
| Anh Quốc (OCC)                                  | 1               |
| Anh Quốc Dance (OCC)                            | 1               |
| Hoa Kỳ Billboard Hot 100                        | 7               |
| Hoa Kỳ Adult Contemporary (Billboard)           | 23              |
| Hoa Kỳ Adult Pop Airplay (Billboard)            | 11              |
| Hoa Kỳ Dance Club Songs (Billboard)             | 5               |
| US Dance/Electronic Songs (Billboard)           | 1               |
| Hoa Kỳ Latin Pop Songs (Billboard)              | 15              |
| Hoa Kỳ Pop Airplay (Billboard)                  | 3               |
| Hoa Kỳ Rhythmic (Billboard)                     | 10              |
| Venezuela Rock General (Record Report)          | 5               |

| Bảng xếp hạng (2014)                      | Vị trí |
| ----------------------------------------- | ------ |
| Australia (ARIA)                          | 45     |
| Australia Dance (ARIA)                    | 9      |
| Austria (Ö3 Austria Top 40)               | 11     |
| Belgium (Ultratop 50 Flanders)            | 15     |
| Belgium Dance (Ultratop Flanders)         | 9      |
| Belgium (Ultratop 50 Wallonia)            | 16     |
| Belgium Dance (Ultratop Wallonia)         | 2      |
| Canada (Canadian Hot 100)                 | 15     |
| Croatia (ARC 100)                         | 10     |
| Denmark (Tracklisten)                     | 20     |
| Germany (Official German Charts)          | 17     |
| Italy (FIMI)                              | 9      |
| Netherlands (Dutch Top 40)                | 3      |
| Netherlands (Single Top 100)              | 8      |
| Netherlands (Mega Dance Top 30)           | 3      |
| Poland (Polish Airplay Top 20)            | 39     |
| Sweden (Sverigetopplistan)                | 9      |
| Switzerland (Schweizer Hitparade)         | 13     |
| UK Singles (Official Charts Company)      | 22     |
| US Billboard Hot 100                      | 33     |
| US Hot Dance Club Songs (Billboard)       | 45     |
| US Hot Dance/Electronic Songs (Billboard) | 3      |
| US Mainstream Top 40 (Billboard)          | 25     |
| US Rhythmic (Billboard)                   | 41     |

## Chứng nhận
| Quốc gia | Chứng nhận  | Số đơn vị/doanh số chứng nhận |
| --- | ----------- | ----------------------------- |
| Úc (ARIA) | 2× Bạch kim | 140.000^                      |
| Áo (IFPI Áo) | Vàng        | 15.000*                       |
| Bỉ (BEA) | Vàng        | 15.000*                       |
| Canada (Music Canada) | 3× Bạch kim | 0*                            |
| Đức (BVMI) | Bạch kim    | 0^                            |
| Ý (FIMI) | 3× Bạch kim | 90.000‡                       |
| México (AMPROFON) | 2× Bạch kim | 120.000*                      |
| New Zealand (RMNZ) | Vàng        | 0*                            |
| Na Uy (IFPI) | 5× Bạch kim | 50.000*                       |
| Thụy Điển (GLF) | 3× Bạch kim | 60.000‡                       |
| Thụy Sĩ (IFPI) | Bạch kim    | 30.000^                       |
| Anh Quốc (BPI) | Bạch kim    | 600.000‡                      |
| Hoa Kỳ (RIAA) | 3× Bạch kim | 1,000,000                     |
| Trực tuyến |             |                               |
| Đan Mạch (IFPI Đan Mạch) | 2× Bạch kim | 5,200,000^                    |
| Tây Ban Nha (PROMUSICAE) | Bạch kim    | 8,000,000*                    |
| * Chứng nhận dựa theo doanh số tiêu thụ. ^ Chứng nhận dựa theo doanh số nhập hàng. ‡ Chứng nhận dựa theo doanh số tiêu thụ và phát trực tuyến. |             |                               |

 Từ ngày 9 tháng 5 năm 2013 chứng nhận của RIAA cho đĩa đơn nhạc số còn bao gồm lượt yêu cầu bài hát và/hoặc lượt xem trực tuyến video vào lượt tải.